# Гай Генуций Клепсина
Гай Генуций Клепсина (на латински: Caius Genucius Clepsina) е политик на Римската република.
Той произлиза от фамилията Генуции и вероятно е син на Луций Генуций Авентиненсис (консул 303 пр.н.е.) и брат на Луций Генуций Клепсина (консул 271 пр.н.е.).
През 276 и 270 пр.н.е. той е консул. През 276 пр.н.е. в Рим избухва чумата.